# Christoph Schleupner
Christoph Schleupner (latinisiert: Christopherus Schleupnerus; * 19. September 1566 in Trumsdorf; † 10. August 1635 in Erfurt) war ein deutscher lutherischer Theologe und Geistlicher.

## Leben
Schleupner absolvierte die Schule von Goldkronach und die Schule in Hof, bevor er 1583 an die Universität Wittenberg kam, an der er bis 1587 verblieb. In diesem Jahr musste er aufgrund einer Erkrankung in seine Heimat zurück. Noch im selben Jahr wurde er Hauskaplan in Gesees. 1589 erhielt er eine Stelle als Diakon in Bayreuth.
Schleupner wurde 1598 als Pfarrer und Inspektor nach Graz berufen. Er konnte jedoch das Amt wegen der dortigen Gegenreformation nicht antreten. Auf Kosten der Landstände der Steiermark wurde er mit der Dissertation Abominationis pontificiae in articulo de Ecclesia an der Wittenberger Universität zum Dr. theol. promoviert.
Schleupner folgte 1600 einem Ruf als Superintendent nach Hildesheim, 1607 einem weiteren als Generalsuperintendent nach Eisleben, bevor er 1612 als Generalsuperintendent und Hofprediger in seine Heimat nach Bayreuth zurückkehrte. Nach dem Stadtbrand von 1621 zog er mit dem Bayreuther Hof und dem Konsistorium nach Kulmbach. 1625 wechselte er als Generalsuperintendent nach Hof. Nach der Besetzung Würzburgs durch die Schwenden beriefen diese Schleupner als Generalsuperintendent nach Würzburg. Nachdem die kaiserlichen Truppen Würzburg eingenommen hatten, musste er fliehen.
Schleupner kam nach Erfurt. Dort verstarb er kurz darauf.

## Schriften (Auswahl)
- Tractatus De Quadruplici Methodo Concionandi, Ball, Leipzig 1617.
- Topographia seu Sciagraphia Burggrafiatus Norici, quae Chronici nomine allegata est, Bayreuth 1617.
- Vier Predigten, Vom Steigen und Fallen Des Papsts zu Rom, Auch was bey jetzigem zustand der Päbstischen Religion zu besorgen, Lamberg und Klosemann, Leipzig 1618.
- Harmoniae librorum Veteris Testamenti, Endter, Nürnberg 1632.